# Mohòids
Els mohòids o mohoids (Mohoidae) són una família d'ocells hawaians d'alimentació nectarívora i d'extinció recent. Constitueixen l'única família d'ocells extinta completament en temps moderns. Fins fa poc, aquestes aus eren classificades a la família dels melifàgids (Meliphagidae) per llurs similars comportaments i encara coincidències morfològiques, però en 2008, estudis amb l'ADN d'espècimens de museu, van demostrar que pertanyien a un grup d'ocells que inclouria també els bombicíl·lids (Bombycillidae) i els dúlids (Dulidae), essent especialment pròxims als ptiliogonàtids (Ptiliogonatidae). Les semblances amb els menjamels representarien un cas d'evolució convergent. Els autors proposen la inclusió d'aquests ocells dins llur pròpia família i això és assumit pel Congrés Ornitològic Internacional.

## Gèneres
S'han descrit 2 gèneres amb 5 espècies:
- Gènere Chaetoptila, amb una espècie: kioea (Chaetoptila angustipluma).
- Gènere Moho, amb quatre espècies.